# جون موني (لاعب كريكت)
جون موني (10 فبراير 1982 بدبلن في جمهورية أيرلندا - ) (بالإنجليزية: John Mooney)‏ هو لاعب كريكت أيرلندي. شارك مع منتخب أيرلندا للكريكت.

## وصلات خارجية
- جون موني على موقع إي آس بي آن كريك إنفو (الإنجليزية)